# Серрано, Умберто
Умберто Серрано (21 мая 1942, Испания — 21 января 2013, Буэнос-Айрес) — аргентинский актёр кино, театра и телевидения испанского происхождения.

## Биография
Серрано был драматическим актёром вспомогательного состава. Одни из запоминающихся ролей — это адвокат в новелле «Рафаэль» вместе с Альберто де Мендосой и добрый священник, друг Милагрос (Наталия Орейро) в новелле «Дикий ангел».
Его последняя роль была в новелле телекомпании Telefé, «Сладкая любовь» в 2012 году, в которой он сыграл роль Рокко Бонфатти, владельца шоколадного магазина лакомств Банди.

## Фильмография
- 2011 Бездна… мы все ещё вместе/El abismo… todavía estamos (Matías)
- 2010 Чёрный Буэнос-Айрес/Negro Buenos Aires (Conserje Hotel)
- 2009 Эпитафии 2/Epitafios
- 2005—2008 Женщины-убийцы/Mujeres asesinas (Cecilia’s Father)
- 2005 Говоря о любви | Se dice amor (Аргентина)
- 2003 Дно моря | El Fondo del mar (Аргентина)
- 2002 Влюбленные в танго | Franco Buenaventura, el profe (Аргентина)
- 2002 Авантюристы, Los simuladores
- 2001 Сын невесты | El Hijo de la novia (Аргентина)
- 2000 Врачи | Los Médicos (de hoy) (Аргентина)
- 1998 Дикий ангел | Wild Angel | Muñeca brava (Аргентина) :: Падре Мануэль
- 1997 Богатые и знаменитые | Ricos y famosos (Аргентина)
- 1995 Шейх | Sheik (Аргентина)
- 1994 Чёрная жемчужина | Perla negra (Аргентина)
- 1994 Русская гора | Montaña Rusa (Аргентина)
- 1993 Дикое танго | Tanguito | Tango feroz: la leyenda de Tanguito (Аргентина, Испания)
- 1991 Буэнос-Айрес. Говори мне о любви/Buenos Aires háblame de amor (Félix)
- 1998 Высокая комедия | Alta comedia (Аргентина)
- 1991 Антонелла | Antonella (Аргентина)
- 1988 Страсти | Pasiones (Аргентина)
- 1986 Ночь карандашей | La Noche de los lápices (Аргентина)